# Esquerra Republicana del País Valencià
Esquerra Republicana del País Valencià (ERPV) (en español: Izquierda Republicana del País Valenciano) es la denominación social y electoral que adopta la federación territorial de Esquerra Republicana en la Comunidad Valenciana (España), estructura federal que comparte con las otras dos federaciones en las Islas Baleares y Cataluña. Su presencia institucional es únicamente municipal, donde cuenta en la actualidad con 7 concejales distribuidos en distintos municipios valencianos.
En la ponencia política de la última Conferència de País, celebrada el 29 de septiembre de 2018 en Simat de Valldigna, ERPV defendió la creación de una República del País Valenciano con relaciones de cooperación con el resto de los Países Catalanes.

## Formación y antecedentes

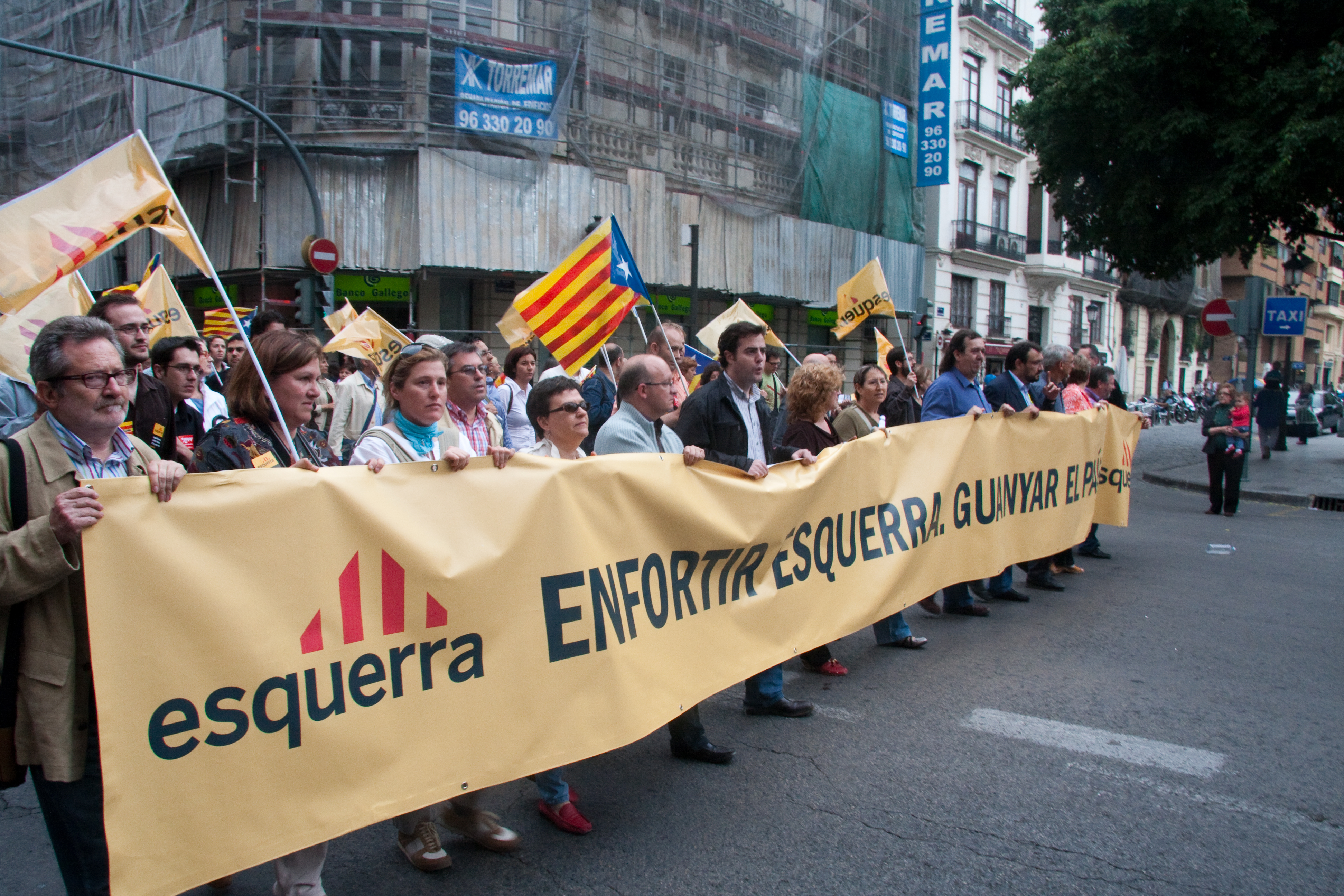
Bloque de ERPV durante una manifestación en la ciudad de Valencia en 2009.

En 1992 se conforma la federación valenciana de ERC con Valerià Miralles, antiguo militante de la Unitat del Poble Valencià (UPV), como presidente, posteriormente a que los primeros militantes valencianos hicieran su primera presentación pública en Játiva durante la Diada del 25 de Abril que conmemora la pérdida de los fueros valencianos en la batalla de Almansa. El partido republicano había abrazado las tesis independentistas recientemente y había adoptado los Países Catalanes como marco de actuación política. Durante esos primeros años con Valerià Miralles como presidente se propuso un acuerdo con la Unitat del Poble Valencià para concurrir a las elecciones autonómicas valencianas de 1995 que finalmente no se llevó a cabo.
Posteriormente, en un Congreso realizado el 11 de febrero de 1996, Àngel Molina substituiría a Miralles en el cargo, es a partir de aquel momento cuando la presencia electoral de la federación valenciana de ERC se hace de manera continuada en todas les convocatorias electorales, exceptuando las convocatorias autonómicas donde se sigue la política de la anterior etapa. Àngel Molina dejaría la presidencia el 14 de mayo de 2000, en un Congreso celebrado en Castellón de la Plana, donde sería relevado de la presidencia de la federación por Manel Collado, que sería presidente durante algunos meses hasta el Congreso donde la federación valenciana de ERC se refundaría como Esquerra Republicana del País Valencià.
Paralelamente, en 1998 se crea el Front pel País Valencià (FPV), formación política formada básicamente por gente vinculada al Bloc de Progrés Jaume I de ACPV, crítica con los postulados del Bloc Nacionalista Valencià (Bloc) donde había exmilitantes del PSAN, liderados por Agustí Cerdà, militantes de la federación valenciana de ERC y algunos exmilitantes de otras formaciones, como Toni Cucarella (UPV) o Toni Roderic y Jaume Ivorra (PSPV-PSOE).
En las elecciones autonómicas valencianas de 1999 el partido decide no presentarse, así como a las municipales que se celebraban el mismo día a excepción del municipio de Rotglá y Corbera donde Toni Cucarella, miembro de la dirección del partido, es elegido concejal del ayuntamiento, que posteriormente abandonaría por discrepancias con los socios de la candidatura miembros del Bloc Nacionalista Valencià.
En las elecciones generales españolas de 2000 concurrió a las elecciones coaligada con el Front pel País Valencià, siendo dos militantes de esta formación, Agustí Cerdà y Jaume Ivorra cabezas de lista por la circunscripción de Valencia y Alicante respectivamente mientras que el cabeza de lista en Castellón fue para un militante de la federación valenciana de ERC, obteniendo 3083 votos en la Comunidad Valenciana.
Meses después, en julio del 2000, el Front pel País Valencià vistos los pobres resultados electorales y en un congreso extraordinario decide disolverse y fusionarse con la Federación Valenciana de ERC para formar posteriormente en otro congreso extraordinario en septiembre, la refundación del partido como Esquerra Republicana del País Valencià.

### Refundación del partido

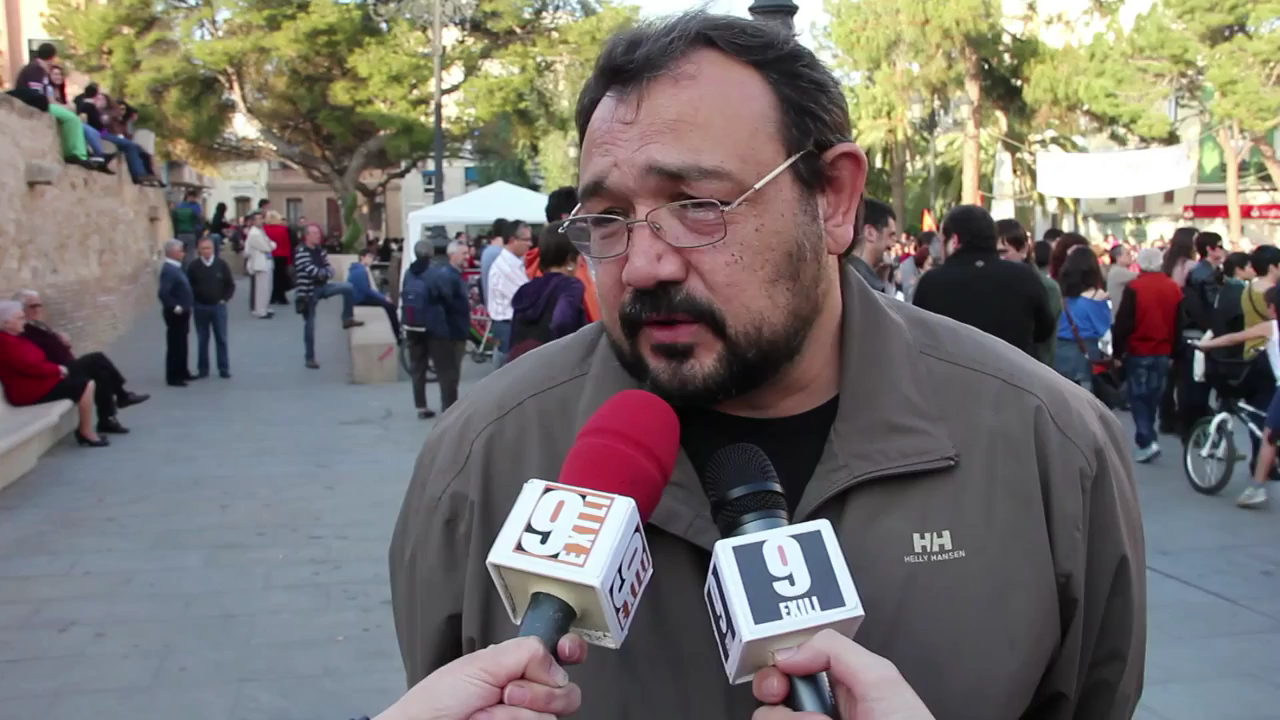
Agustí Cerdà presidente de ERPV de 2000 a 2015.

En septiembre del año 2000 se conformó la actual ERPV mediante una refundación en la que se llegaba a un acuerdo para la fusión de la federación valenciana de Esquerra Republicana de Catalunya con el Front pel País Valencià. El nuevo presidente de la federación pasaría a ser Agustí Cerdà, antiguo militante de Partit Socialista d'Alliberament Nacional (PSAN). De acuerdo con los estatutos de Esquerra Republicana, la Comunidad Valenciana formaría parte de la denominada Nación Catalana, para la que propugna la independencia y la integridad territorial.
En 2004, el partido se reclamó la herencia de la Unitat del Poble Valencià. En 2017, ERPV anunciaba que había llegado a un acuerdo con Esquerra Valenciana, partido que había abandonado el Bloc Nacionalista Valencià y la Coalició Compromís, para "aglutinar el valencianismo republicano y de izquierdas".

## Historia electoral

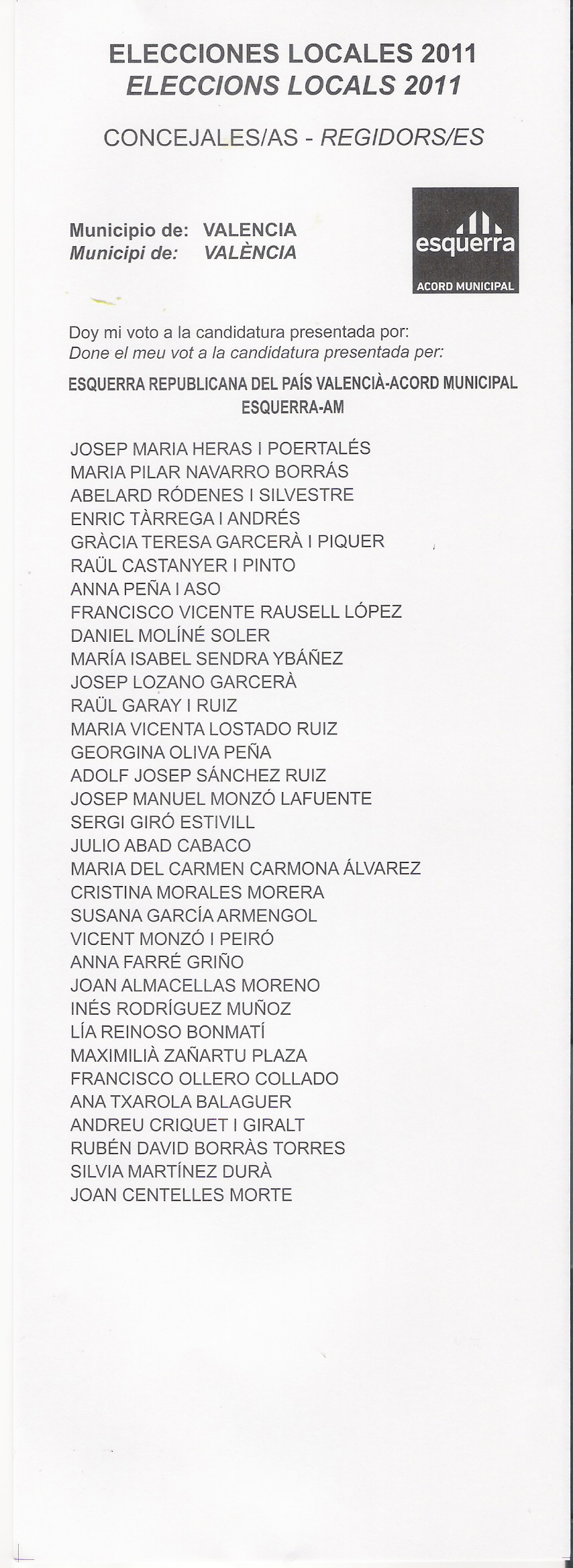
Papeleta de ERPV en las elecciones al Ayuntamiento de Valencia de 2011.

En las elecciones generales españolas de 2000 concurrió a las elecciones como coalición formada por el Front y ERC, siendo dos militantes del Front pel País Valencià, Agustí Cerdà y Jaume Ivorra cabezas de lista por las circunscripciones de Valencia y Alicante respectivamente, mientras que el cabeza de lista por Castellón fue un militante de ERC, obteniendo 3083 votos en la Comunidad Valenciana.
Concurrió por primera vez en unas elecciones municipales en mayo de 2003, obteniendo 4489 votos y 3 concejales. En las autonómicas de ese mismo año quedó fuera del parlamento, con 7609 votos (0,32 %).
En las elecciones municipales de 2007 logró 10 594 votos y cinco concejales.
En las elecciones municipales de 2011 ERPV consiguió el doble de concejales, teniendo en la actualidad representación en las localidades de Jijona, Sellent, Vinaroz, Simat de Valldigna, Benifairó de los Valles, Faura y Crevillente.
Esquerra Republicana del País Valencià celebró su Consell de País en Valencia el 13 de julio de 2014 con vistas a las elecciones autonómicas y municipales del 2015. El órgano de gobierno de este partido acordó iniciar un proceso de negociación con otras fuerzas valencianas con las que compartan objetivos como el espolio fiscal, la defensa del estado del bienestar, el derecho a decidir, la defensa de la lengua y la denominación País Valenciano, para establecer acuerdos estables y a largo término de colaboración, integración y/o adhesión a proyectos valencianistas de izquierdas, así como también otros tipos de acuerdos electorales.
De este modo, a finales de 2014 entablaron conversaciones con Esquerra Unida del País Valencià, aunque en un principio esta formación rechazo realizar un pacto electoral con ERPV, por lo que a principios del 2015, tantearon a Compromís para integrarse en las listas de la coalición. Debido a estos contactos, el 24 de enero ERPV anunció la creación de una comisión negociadora formada por miembros de la ejecutiva del partido para iniciar conversaciones con Compromís con la voluntad de llegar a un acuerdo electoral de cara a las elecciones autonómicas y municipales, si bien el portavoz del Bloc Nacionalista Valencià, Enric Morera sólo concebía acuerdos puntuales en el ámbito municipal. Finalmente, el 27 de febrero Compromís proclamó sus candidaturas para las elecciones autonómicas y municipales, sin miembros de Esquerra Republicana en sus listas, lo que fue interpretado como un «portazo» de Compromís a la posible integración de ERPV.
Una vez descartado la integración de ERPV en Compromís para las elecciones a las Cortes, tanto EUPV como ERPV estaban en negociaciones para conformar listas conjuntas en varios municipios, momento en el cual Esquerra Unida propuso a los dirigentes de los republicanos hacer extensible el pacto a las listas para el parlamento autonómico, idea que fue muy bien recibida por estos. Tras la propuesta inicial, ambos partidos acordaron que iban a consultar a las ejecutivas de sendos partidos y ver si aprobaban el comienzo de las negociaciones, así como el ampliar la invitación a Els Verds del País Valencià y a Alternativa Socialista del País Valencià. Pese a que la ejecutiva de ERPV sí estaba de acuerdo con la propuesta, en la reunión de la ejecutiva de EUPV se rechazó el ir a las elecciones a las Cortes Valencianas en coalición con los independentistas republicanos. Finalmente y por sorpresa, el 29 de marzo el candidato a la Presidencia de la Generalidad por EUPV anunció en un comunicado que, tras haber consultado a sus bases, su formación concurriría a las elecciones autonómicas en la coalición Acord Ciutadà, la cual contaría también con Esquerra Republicana del País Valencià, Els Verds del País Valencià y Alternativa Socialista.
Aunque el acuerdo se estableció también para gran nombre de candidaturas municipales ERPV acudió a las urnas en algunos municipios junto a Compromís caso de Benicarló, Oliva, Alcira o Algemesí o en solitario como en los casos de Alboraya, Sagunto o Sueca.

## Resultados electorales

### Elecciones a las Cortes Valencianas
| Elecciones                     | Votos   | %      |
| ------------------------------ | ------- | ------ |
| Elecciones autonómicas de 2003 | 7609    | 0,32 % |
| Elecciones autonómicas de 2007 | 11 686  | 0,48 % |
| Elecciones autonómicas de 2011 | 11 116  | 0,45 % |
| Elecciones autonómicas de 2015 | 106 917 | 4,38 % |
| Elecciones autonómicas de 2019 | 5069    | 0,19 % |
| Elecciones autonómicas de 2023 | 4570    | 0,18 % |

1. ↑  Dentro de Acord Ciutadà

### Elecciones al Congreso de los Diputados
| Elecciones                   | Votos  | %      |
| ---------------------------- | ------ | ------ |
| Elecciones generales de 2000 | 3083   | 0,13 % |
| Elecciones generales de 2004 | 13 294 | 0,50 % |
| Elecciones generales de 2008 | 6607   | 0,24 % |
| Elecciones generales de 2011 | 7509   | 0,28 % |
| Elecciones generales de 2015 | 2503   | 0,09 % |
| Elecciones generales de 2019 | 4236   | 0,16 % |
| Elecciones generales de 2019 | 5816   | 0,23 % |

1. ↑  Dentro de Ara, País Valencià

### Elecciones al Parlamento Europeo
| Elecciones                  | Votos  | %      |
| --------------------------- | ------ | ------ |
| Elecciones europeas de 2004 | 15 703 | 0,90 % |
| Elecciones europeas de 2009 | 9807   | 0,52 % |
| Elecciones europeas de 2014 | 8129   | 0,46 % |
| Elecciones europeas de 2019 | 12 388 | 0,54 % |

### Elecciones municipales
| Elecciones                     | Votos  | %      | Concejales |
| ------------------------------ | ------ | ------ | ---------- |
| Elecciones municipales de 2003 | 4489   | 0,18 % | 3          |
| Elecciones municipales de 2007 | 10 594 | 0,43 % | 5          |
| Elecciones municipales de 2011 | 8479   | 0,34 % | 10         |
| Elecciones municipales de 2015 | 1284   | 0,05 % | 20         |
| Elecciones municipales de 2019 | 3406   | 0,15 % | 12         |
| Elecciones municipales de 2023 | 4547   | 0,18 % | 7          |

1. ↑  Incluidos también concejales obtenidos dentro de las listas de Acord Ciutadà y Compromís.
2. ↑  Incluidos 4 concejales obtenidos con listas conjuntas con EUPV y otras fuerzas.

## Las JERPV
Las juventudes del partido son las JERPV. Esta organización juvenil, creada en 2005, cuenta a día de hoy con más de 10 asambleas locales y comarcales.[cita requerida]